# Metheisa lucillodes
Metheisa lucillodes är en insektsart som beskrevs av Fowler. Metheisa lucillodes ingår i släktet Metheisa och familjen hornstritar. Inga underarter finns listade i Catalogue of Life.